# Einsturz des Daches der Diskothek Jet Set in Santo Domingo

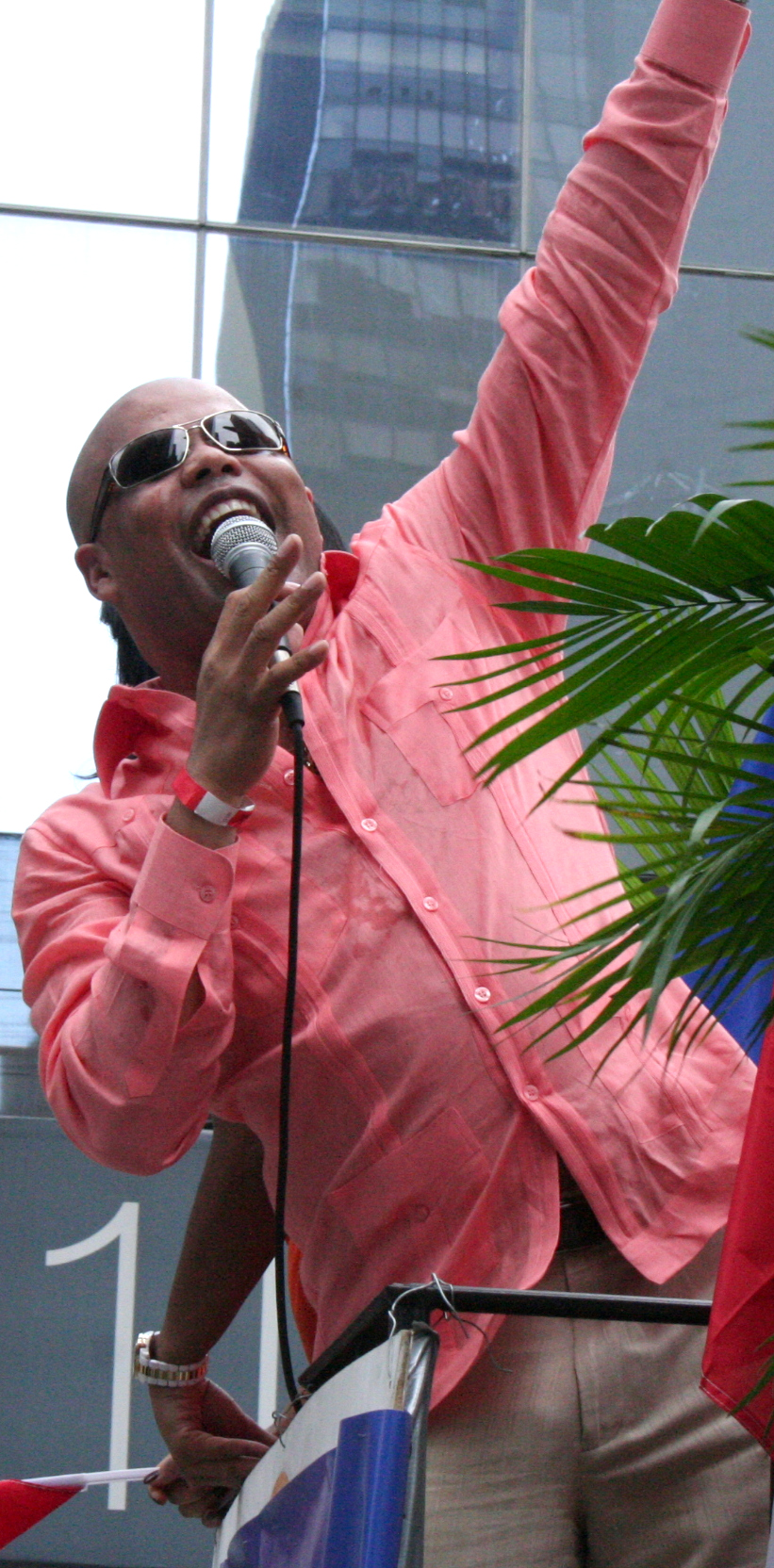
Rubby Pérez, der bei dem Unglück im Jet Set am 8. April 2025 bei seinem Konzert ums Leben kam

Beim Einsturz des Daches der Diskothek Jet Set am 8. April 2025 in Santo Domingo, der Hauptstadt der Dominikanischen Republik, kamen nach vorläufigen Angaben 232 Menschen zu Tode; 189 wurden verletzt. In der Diskothek fand zum Zeitpunkt des Unglücks ein Merengue-Konzert von Rubby Pérez statt, der bei dem Einsturz ums Leben kam. Unter den Toten waren auch die Provinzgouverneurin Nelsy Cruz sowie die ehemaligen Major-League-Baseballprofis Octavio Dotel und Tony Blanco.

## Hintergrund
Das Jet Set bestand seit 1973 und war ein beliebter Nachtclub in Santo Domingo, in dem jeden Montag Merengue-Konzerte mit Tanz stattfanden. Politiker, Sportler und andere prominente Persönlichkeiten waren dort regelmäßig zu Gast. Der Club war in den Räumen eines ehemaligen Kinos untergebracht und hatte eine Kapazität von 800 Sitz- beziehungsweise 2000 Stehplätzen. Er war zwar schon seit 50 Jahren in Betrieb, aber die baulichen Probleme waren relativ neu. Renovierungen wurden in den Jahren 2010 und 2015 vorgenommen. Im Jahr 2023 wurde das Gebäude vom Blitz getroffen.

## Hergang
In der Nacht auf den Tag des Unglücks fand ein Merengue-Konzert mit dem international bekannten Sänger Rubby Pérez statt. Die genaue Anzahl der Gäste zum Zeitpunkt des Unglücks blieb unklar, Medienberichte sprachen von 500 bis 1000 Besuchern. Der Einsturz ereignete sich etwa um 00:45 Uhr morgens, ungefähr eine Stunde nach Beginn des Konzerts. Pérez befand sich zum Zeitpunkt des Einsturzes auf der Bühne.
Laut Augenzeugen begann das Unglück mit kleinen Anzeichen: Putz rieselte von der Decke, und dann fiel ein Stein herab, der einen Tisch zerbrach. Kurz darauf stürzte das Dach ein, und die Feiernden wurden unter den Trümmern begraben. Eine Konzertbesucherin beschrieb die Erschütterung als „wie ein Erdbeben“. Neunzig Sekunden nach Eingang des ersten Notrufs traf die Polizei ein. Acht Minuten nach diesem Anruf trafen die ersten Rettungseinheiten ein. In weniger als 25 Minuten aktivierten die Behörden 25 Soldaten, sieben Feuerwehren und 77 Krankenwagen.
Nach vorläufigen Angaben kamen 232 Menschen zu Tode und 189 wurden verletzt. Über 4500 Rettungskräfte bargen und versorgten die Opfer über einen Zeitraum von rund 60 Stunden. Es wurden Wärmebildkameras eingesetzt, um Verschüttete zu entdecken, doch die Chance, weitere Überlebende zu finden, schwand mit der Zeit. Unter den rund 300 Feuerwehrleuten waren auch Löschkräfte aus Israel und Puerto Rico, die zur Unterstützung kamen.
Die genaue Ursache des Einsturzes blieb unklar, aber es gibt Spekulationen über strukturelle Mängel oder Überlastung des Gebäudes.

## Bekannte Opfer der Katastrophe

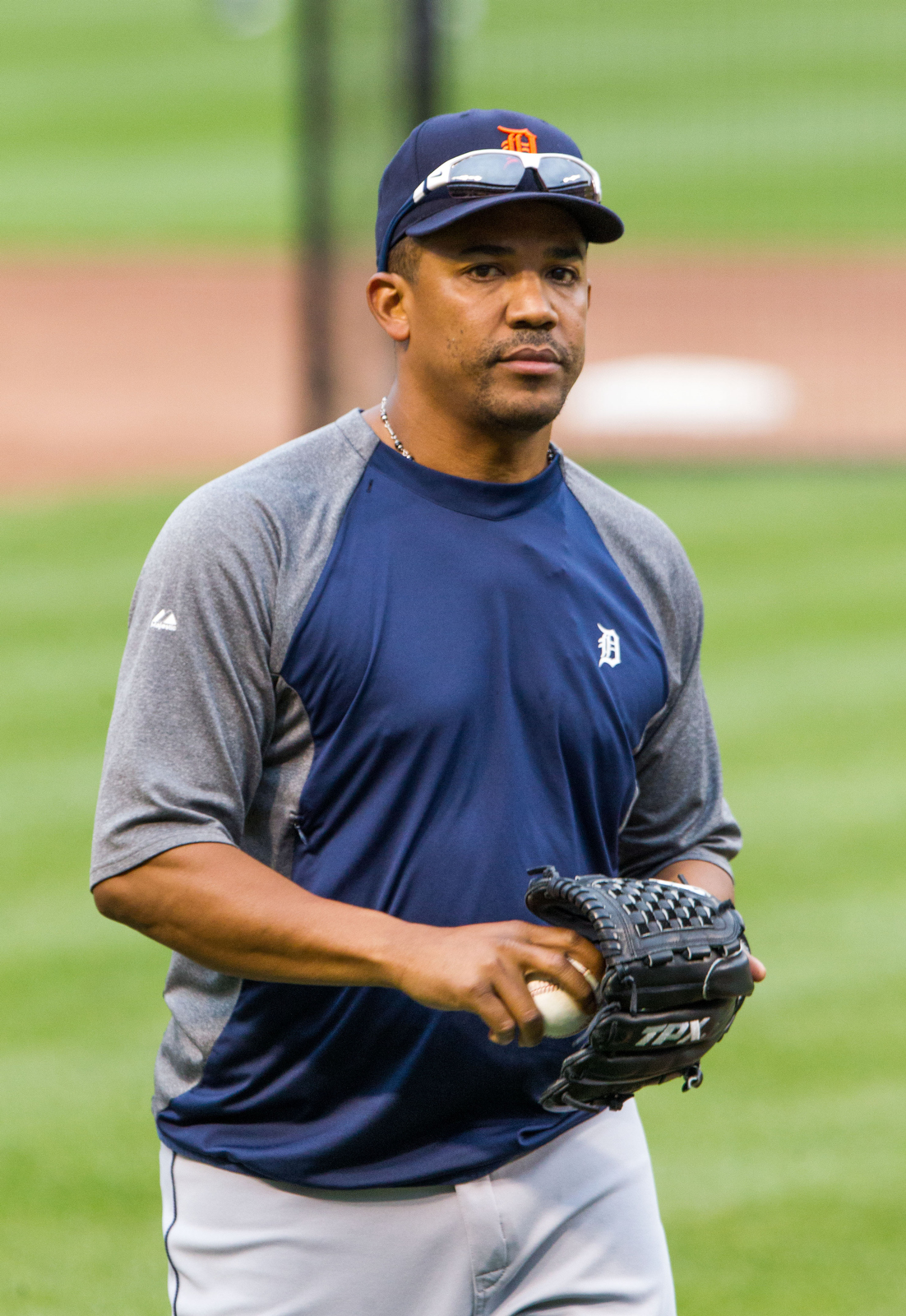
Octavio Dotel

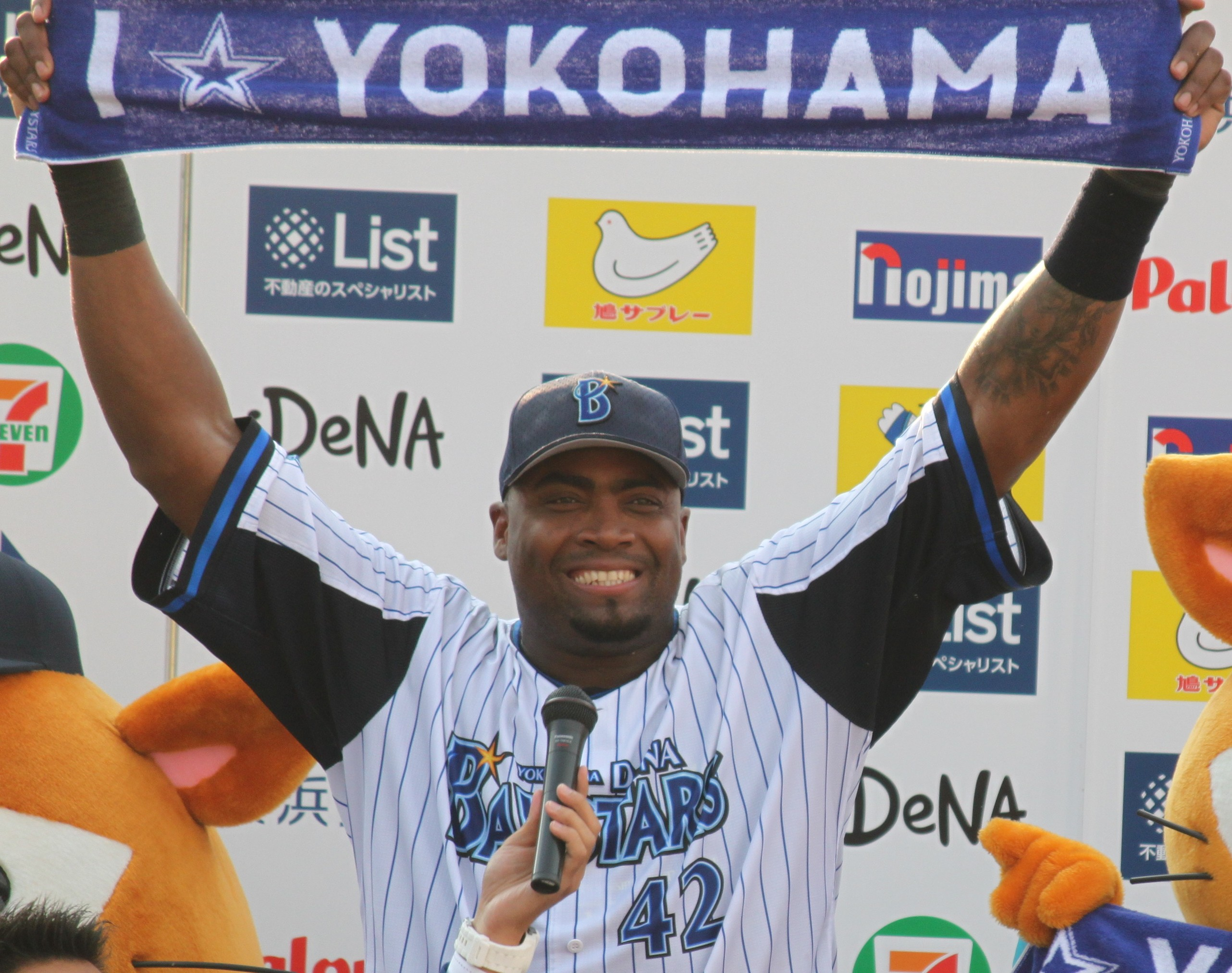
Tony Blanco (2014)

Unter den Opfern befanden sich mehrere bekannte Persönlichkeiten:
- Der Merengue-Sänger Rubby Pérez trat an diesem Abend im Jet Set auf. Er befand sich auf der Bühne, als das Dach einstürzte, und konnte nur noch tot geborgen werden.[14][17]
- Die Gouverneurin der Provinz Montecristi, Nelsy Cruz, verlor bei dem Unglück ihr Leben.[18][1]
- Der ehemalige MLB-Baseballstar Octavio Dotel wurde lebend aus den Trümmern geborgen, erlag jedoch seinen Verletzungen auf dem Weg ins Krankenhaus.[1]

- Mit Tony Blanco kam ein weiterer früherer Baseball-Profi, der in Japan und der MLB gespielt hatte, ums Leben.[14][19]

- Der Sohn des Ministers für öffentliche Arbeiten und Kommunikation, Eduardo Guarionex Estrella Cruz, und dessen Ehefrau Alexandra Grullon gehörten ebenfalls zu den Opfern.[20]

## Nachwirkungen
Das Unglück hat landesweit Bestürzung ausgelöst. Präsident Luis Abinader rief eine dreitägige Staatstrauer aus. Am 10. April verlängerte er diese auf sechs Tage.
Die Stadtverwaltung von Santo Domingo stellte 150 Gräber auf dem Friedhof Cristo Redentor zur Verfügung, damit die Familien ihre Angehörigen kostenlos bestatten konnten. Die Bürgermeisterin von Santo Domingo, Caroline Mejia, stellte 170 Särge kostenlos zur Verfügung.